# SEC11C
SEC11C (англ. SEC11 homolog C, signal peptidase complex subunit) – білок, який кодується однойменним геном, розташованим у людей на довгому плечі 18-ї хромосоми. Довжина поліпептидного ланцюга білка становить 192 амінокислот, а молекулярна маса — 21 542.
| 10         |  | 20         |  | 30         |  | 40         |  | 50         |
| ---------- |  | ---------- |  | ---------- |  | ---------- |  | ---------- |
| MVRAGAVGAH |  | LPASGLDIFG |  | DLKKMNKRQL |  | YYQVLNFAMI |  | VSSALMIWKG |
| LIVLTGSESP |  | IVVVLSGSME |  | PAFHRGDLLF |  | LTNFREDPIR |  | AGEIVVFKVE |
| GRDIPIVHRV |  | IKVHEKDNGD |  | IKFLTKGDNN |  | EVDDRGLYKE |  | GQNWLEKKDV |
| VGRARGFLPY |  | VGMVTIIMND |  | YPKFKYALLA |  | VMGAYVLLKR |  | ES         |

A: Аланін

D: Аспарагінова кислота

E: Глутамінова кислота

F: Фенілаланін

G: Гліцин

H: Гістидин

I: Ізолейцин

K: Лізин

L: Лейцин

M: Метіонін

N: Аспарагін

P: Пролін

Q: Глутамін

R: Аргінін

S: Серин

T: Треонін

V: Валін

W: Триптофан

Кодований геном білок за функціями належить до гідролаз, протеаз. 
Локалізований у мембрані, ендоплазматичному ретикулумі, мікросомах.